# Mudhol
Mudhol (en canarés: ಮುಧೋಳ ) es una ciudad de la India en el distrito de Bagalkot, estado de Karnataka.

## Geografía
Se encuentra a una altitud de 547 m s. n. m. a 548 km de la capital estatal, Bangalore, en la zona horaria UTC +5:30.

## Demografía
Según estimación 2011 contaba con una población de 54 297 habitantes.